# Carl Hilpert
Carl Hilpert (* 12. September 1888 in Nürnberg; † 1. Februar 1947 in Moskau) war ein deutscher Heeresoffizier (seit 1945 Generaloberst). Während des Zweiten Weltkrieges war er bis 1942 als Generalstabsoffizier im Westen und danach als Befehlshaber von Großverbänden des Heeres an der Ostfront eingesetzt und war letzter Oberbefehlshaber der Heeresgruppe Kurland.

## Leben

### Kaiserreich und Erster Weltkrieg
Carl Hilpert trat am 15. Juli 1907 als Fahnenjunker in das 14. Infanterie-Regiment „Hartmann“ der Bayerischen Armee in Nürnberg ein und avancierte nach dem Besuch der Münchener Kriegsschule Ende Mai 1909 zum Leutnant.
Im Ersten Weltkrieg war Hilpert bis 1917 als Bataillons- und Regimentsadjutant im Brigade-Ersatz-Bataillon 9 bzw. im 5. Ersatz-Infanterie-Regiment eingesetzt und wurde Ende 1917 nach dem Besuch eines Ausbildungskurses für schwere Waffen und der Beförderung zum Hauptmann Chef einer MG-Kompanie im 5. Ersatz-Infanterie-Regiment. Vertretungsweise übernahm er auch die Aufgaben eines Bataillonsführers und war ab März 1918 MG-Offizier im Stab des Regiments. Er beendete den Krieg als Bataillonskommandeur im 17. Infanterie-Regiment „Orff“. Für sein Wirken hatte er beide Klassen des Eisernen Kreuzes sowie den Militärverdienstorden IV. Klasse mit Schwertern erhalten.

### Zwischenkriegszeit
Nach Kriegsende wurde Hilpert in die Reichswehr übernommen und war ab 1921 im Infanterie-Regiment 21 in Nürnberg Kompaniechef und Regimentsadjutant. Von 1922 bis 1925 war er im Reichswehrministerium tätig und kam anschließend nach Stuttgart in den Stab des Wehrkreiskommandos V, wo er unter anderem die Führergehilfenausbildung leitete.
Am 1. Juni 1929 wurde er zum Major befördert und in den Stab des Infanterieführers VII nach München versetzt. Am 1. Oktober 1933 erfolgte seine Beförderung zum Oberstleutnant, und am 1. Februar 1935 wurde er zum Kommandeur des Infanterie-Regiments 35 in Tübingen ernannt. Hier wurde er am 1. September 1935 auch zum Oberst befördert. 1937 kehrte er als Chef des Stabes des IX. Armeekorps in Kassel wieder in den Stabsdienst zurück. Hier wurde er am 1. April 1939 zum Generalmajor ernannt.

### Zweiter Weltkrieg
Bei Ausbruch des Zweiten Weltkriegs wurde Hilpert am 9. September 1939 Chef des Stabes der Armeeabteilung A unter Befehl von Kurt von Hammerstein-Equord, die mit der Sicherung der Westgrenze zu Belgien und den Niederlanden beauftragt war. Nach deren Auflösung am 3. Oktober wurde der Stab zur Bildung des Grenzabschnittskommandos Süd in Krakau verwendet, wo auch Hilpert tätig blieb, bevor er am 5. Februar 1940 den Posten des Chefs des Stabes der 1. Armee unter Erwin von Witzleben antrat. Mit diesem Verband nahm Hilpert am Westfeldzug teil und erhielt nach dessen erfolgreicher Beendigung am 1. Oktober 1940 die Beförderung zum Generalleutnant. Da der zum Generalfeldmarschall ernannte Erwin von Witzleben nunmehr die Heeresgruppe D (ab April 1941 zugleich Oberbefehlshaber West) im besetzten Frankreich übernahm, folgte diesem am 26. Oktober 1940 auch Hilpert als neuer Chef des Stabes der Heeresgruppe. Auf diesem Posten verblieb Hilpert die nächsten anderthalb Jahre. Nach der Ablösung Witzlebens durch Gerd von Rundstedt im April 1942 folgte die Ablösung Hilperts von diesem Posten und die Versetzung in die Führerreserve.
Am 26. Juni 1942 wurde Hilpert (zur Vertretung des erkrankten Generals der Infanterie Kurt von der Chevallerie) mit der Führung des LIX. Armeekorps beauftragt, welches im Bereich der Heeresgruppe Mitte an der Ostfront eingesetzt war. Nach Chevalleries Genesung übergab Hilpert im Juli das Kommando zurück und übernahm stattdessen die Führung des XXIII. Armeekorps, das im Rahmen der 9. Armee im Raum Rschew eingesetzt war. Während der Kämpfe in diesem Raum erhielt Hilpert am 1. September 1942 die Beförderung zum General der Infanterie. Nach Beteiligung an der Abwehr der sowjetischen Großoffensive Operation Mars gab er den Befehl über das XXIII. Armeekorps ab und übernahm stattdessen am 20. Januar 1943 als Kommandierender General das LIV. Armeekorps, das im Rahmen der 18. Armee der Heeresgruppe Nord vor Leningrad eingesetzt war und während der Zweiten Ladoga-Schlacht in schweren Abwehrkämpfen stand. Mit den zur „Korpsgruppe Hilpert“ verstärkten Kräften seines Korps gelang ihm die Abwehr der sowjetischen Angriffe auf die von ihm verteidigten Sinjawino-Höhen. Hilpert erhielt am 19. Februar 1943 das Deutsche Kreuz in Gold. Auch im folgenden Sommer 1943 bewährte er sich bei weiteren Abwehrkämpfen in der Dritten Ladoga-Schlacht, wofür ihm später am 22. August 1943 das Ritterkreuz des Eisernen Kreuzes verliehen wurde.
Schon zuvor war Hilpert am 1. August 1943 in die Führerreserve versetzt worden. Ab dem 31. Oktober 1943 befehligte er für kurze Zeit das XXVI. Armeekorps vor Leningrad, bevor er am 1. Januar 1944 das I. Armeekorps im Bereich der 16. Armee übernahm, das im Raum Newel kämpfte. Im Zuge der sowjetischen Winteroffensive (Leningrad-Nowgoroder Operation) gerieten Hilperts Truppen in schwere Kämpfe, und Hilpert selbst fiel aus. Deshalb wurde bis zu seiner Rückkehr am 1. April 1944 Generalleutnant Walter Hartmann mit der Führung des Korps beauftragt. In den Kämpfen, die dem Beginn der sowjetischen Sommeroffensive Operation Bagration folgten, gelang es Hilpert im Juli 1944 in schweren Gefechten, aus dem Festen Platz Polozk auszubrechen. Für diese Leistung erhielt er am 8. August 1944 das Eichenlaub zum Ritterkreuz des Eisernen Kreuzes (542. Verleihung).
Am 3. September 1944 wurde Hilpert schließlich mit der stellvertretenden Führung der 16. Armee beauftragt. Diese wurde jedoch kaum sechs Wochen später im Kurland-Kessel eingeschlossen. Vom 18. bis 30. Januar 1945 war er kurzzeitig mit der stellvertretenden Führung der Heeresgruppe Nord beauftragt, die am 25. Januar in Heeresgruppe Kurland umbenannt wurde. Am 30. Januar wurde er Oberbefehlshaber der 16. Armee und am 15. März letzter Oberbefehlshaber der Heeresgruppe Kurland. In dieser Position war er verantwortlich für die noch mögliche Evakuierung des Kurland-Kessels und so wurde die kampferfahrene 11. Infanterie-Division von ihm zur Verschiffung nach Kiel vorgesehen. Noch am 7. Mai 1945 mit Wirkung vom 1. Mai zum Generaloberst befördert, begab er sich am 9. Mai 1945 in sowjetische Kriegsgefangenschaft.
Durch ein sowjetisches Militärtribunal wurde Hilpert aufgrund von Kriegsverbrechen zum Tode verurteilt und am 1. Februar 1947 in Moskau hingerichtet. Er wurde im Grab Nr. 43 auf dem Friedhof Krasnogorsk bei Moskau bestattet.